# Iguana Tango
Iguana Tango es un grupo español de rock que surgió en Madrid en 1999. 

## Trayectoria profesional
Sus orígenes se remontan a 6 años antes, cuando Joaquín Padilla, Jacobo García y Kike Enríquez se unen para formar Silver Shadow, inspirándose en el hard rock y el AOR estadounidense para grabar una maqueta inicial, con grupos como Boston, Bon Jovi o Tyketto como referente. 
En 1996, la formación decide cambiar de nombre, para llamarse Harén, y tras una evolución en su estilo musical hacia un rock fusionado con diferentes estilos, se hacen un hueco en el circuito madrileño de bandas y publican un mini álbum llamado Humanamente Irracional, al que le sigue un álbum que por cuestiones contractuales nunca vería la luz. 
Tras esto, la banda decide seguir adelante, y tras un nuevo cambio de nombre publican El Nacimiento de la Iguana primer disco de Iguana Tango.

### El nacimiento de la iguana
En 1999, tras 6 años de evolución musical y sucesivos cambios de nombre, Iguana Tango publica su primer álbum, El nacimiento de la iguana, bajo el sello independiente Pies Records. 

### Colección pop
Iguana Tango llega al gran público en 2003, gracias a su aparición tocando en directo en el programa de televisión Gran Hermano, que coincidió con la salida al mercado de su segundo disco, Colección pop, que contiene dos CD: CD 1 Colección pop; CD 2 Mudando la piel. La buena acogida de la audiencia se vio reflejada en la obtención de siete números uno en las principales radios del país en el año 2004 con sus tres singles, Olvídate de mi, Te perdí y Si pudiera. En ese año dieron una gira con más de 100 conciertos.

### En celo
Al año siguiente, en 2005, publican su tercer álbum de estudio, En celo, con el que también gozan del beneplácito de público y crítica, y con el que nuevamente obtienen varios números uno con los sencillos Yo estoy aquí, Volverás y No te merezco. En ese año dieron una gira de 80 conciertos que se prolongó hasta 2006.

### Del otro lado
En las navidades de 2005 Iguana Tango publica una edición doble de En celo, que incluye un CD extra bajo el título Del otro lado, donde ofrecen versiones de temas conocidos de la música hispanoamericana.

### Infiel
El cuarto álbum de estudio de Iguana Tango, Infiel, llegó en primavera de 2007, a cargo del multiplatino Alejo Estivel. La banda repite gira por todo el país.

### En vivo... y coleando
En el año 2008, Iguana Tango graban su primer disco en directo, En vivo… y coleando que cuenta con colaboraciones de músicos como José Manuel Casañ de Seguridad Social, María Villalón, Dani Marco de Despistaos o Belén Arjona, y que vuelve a ser un éxito en su formato acústico. La gira de presentación se prolongó durante todo 2008 y 2009.

### Demasiados lobos aullando para una sola luna
En 2010, Iguana Tango da un paso adelante en lo musical y lo artístico, y publica Demasiados lobos aullando para una sola luna, un disco que bebe más de los clásicos del rock and roll de los años 60 y 70 y es un fiel reflejo de la madurez compositiva que atraviesa la banda. Buena muestra de ello son los dos singles extraídos, Eras tú y La barra americana. Desde abril de 2010, la banda estuvo inmersa en el Non-Stop Tour de Demasiados lobos aullando para una sola luna, que se prolongó durante todo el año 2011.

### Efecto dominó
El 2 de octubre de 2012, salió a la venta el 7.º disco de Iguana Tango.

### Hasta el final
Salió a la venta el 23 de marzo de 2017.

## Estilo e influencias
En los primeros años de formación, la banda está fuertemente influenciada por el hard rock y AOR americano, con grupos como Boston, Bon Jovi o Tyketto como referentes. 
Sin embargo, el paso de los años ha dado lugar a una evolución hacia otras vertientes del rock and roll, y en sus composiciones actuales podemos encontrar referencias a grupos como los Beatles, los Rolling Stones o Dire Straits.

## Miembros
Originales:
1. Joaquín Padilla (1993 hasta 2014),
2. Jacobo García (1993-actualidad),
3. Mario García (1999 hasta 2014),

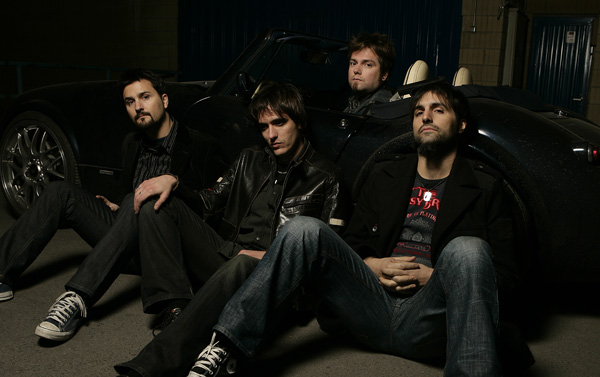
Miembros de Iguana Tango

4. Kike Enríquez (1993 hasta octubre de 2010).

Tras más de 20 años en la formación, Joaquín Padilla y Mario García ponen fin a su pertenencia a Iguana Tango tras un emotivo concierto de despedida que tuvo lugar en la Sala Caracol de Madrid, el 15 de noviembre de 2014.
Actualmente Joaquín Padilla trabaja para el concurso de Antena 3 TV La ruleta de la suerte como cantante, amenizando el aperitivo a los espectadores con las distintas canciones que van saliendo en los paneles a lo largo del programa. 
Formación actual (2020 - actualidad):
1. Jacobo García (1993 - actualidad),
2. Dani Blesa (bateria),
3. Carlos Nebot (guitarra) y
4. Pablo Galiano (guitarra).

## Discografía
- El Nacimiento de la Iguana (1999)
- Colección Pop (2003)
- En Celo (2005)
- Del Otro Lado (2005)
- Infiel (2007)
- En Vivo…y Coleando (2008)
- Demasiados Lobos Aullando para una sola luna (2010)
- Efecto dominó  (2012)
- Hasta el final (2017)
- Inmune (2021)